# Mistrzostwa Oceanii U-19 w Piłce Nożnej 2024
Mistrzostwa Oceanii U-19 w Piłce Nożnej 2024 – dwudziesty czwarty turniej Mistrzostw Oceanii U-19. Po raz drugi wydarzenie to rozgrywane będzie na Samoa. Rozpoczęło się ono 7 lipca, a zakończyło 20 lipca 2024 roku.
W turnieju będą mogli wystąpić jedynie zawodnicy, którzy nie ukończyli 19. roku życia.

## Zakwalifikowane zespoły
W turnieju finałowym zagrało się 8 drużyn. Vanuatu otrzymało możliwość gry w czempionacie dzięki zwycięstwu w eliminacjach.
| Reprezentacja          | Ostatni występ | Najlepszy wynik                                         | Wynik        |
| ---------------------- | -------------- | ------------------------------------------------------- | ------------ |
| Fidżi U-19             | 2022           | Mistrzostwo (2014)                                      | IV miejscie  |
| Nowa Kaledonia U-19    | 2022           | II miejsce (2008)                                       | II miejsce   |
| Nowa Zelandia U-19     | 2022           | Mistrzostwo (1980, 1992, 2007, 2011, 2013, 2016, 2018)  | Mistrzostwo  |
| Papua-Nowa Gwinea U-19 | 2022           | IV miejsce (1978, 1982)                                 | Faza grupowa |
| Samoa U-19             | 2022           | Faza Grupowa (1988, 1994, 1998, 2001, 2002, 2005, 2007) | Faza grupowa |
| Wyspy Salomona U-19    | 2022           | II miejsce (2005, 2011)                                 | III miejsce  |
| Tahiti U-19            | 2022           | Mistrzostwo (1974, 2008)                                | Faza grupowa |
| Vanuatu U-19           | 2022           | II miejsce (2014, 2016)                                 | Faza grupowa |

## Miasta i stadiony
Turniej odbył się na jednym stadionie.
| Apia                          |
| ----------------------------- |
| Toleafoa J.S. Blatter Complex |
| Pojemność: 3 500              |
| Apia                          |

## Kwalifikacje
W kwalifikacjach brały udział 4 najsłabsze reprezentacje - Vanuatu, Wyspy Cooka, Tonga i Samoa Amerykańskie.

## Losowanie
Losowanie grup turnieju odbyło się 5 marca 2024 roku.
| Koszyk A           | Koszyk B            | Koszyk C               |
| ------------------ | ------------------- | ---------------------- |
| Fidżi U-19         | Nowa Kaledonia U-19 | Papua-Nowa Gwinea U-19 |
| Nowa Zelandia U-19 | Samoa U-19          | Vanuatu U-19           |
|                    | Tahiti U-19         |                        |
|                    | Wyspy Salomona U-19 |                        |

## Faza grupowa
Na podstawie:
Legenda
|  | Awans do fazy pucharowej. |
|  | Odpadnięcie z turnieju.   |

Gdy dwie lub więcej drużyn zakończy fazę grupową z taką samą liczbą punktów, o kolejności w tabeli decyduje:
1. bilans bramkowy
2. liczba goli zdobytych w fazie grupowej;
3. punkty zdobyte w meczach pomiędzy danymi drużynami;
4. różnica bramek w meczach pomiędzy danymi drużynami;
5. zdobyte bramki w meczach pomiędzy danymi drużynami;
6. klasyfikacja fair play;
7. losowanie.

Pogrubieniem oznaczono drużyny, które wywalczyły awans do półfinału.

### Grupa A
| Lp. | Drużyna             | M | Mecze | Mecze | Mecze | Bramki | Bramki | Bramki | Pkt |
| Lp. | Drużyna             | M | W     | R     | P     | +      | −      | +/−    | Pkt |
| --- | ------------------- | - | ----- | ----- | ----- | ------ | ------ | ------ | --- |
| 1.  | Wyspy Salomona U-19 | 3 | 3     | 0     | 0     | 5      | 0      | +5     | 9   |
| 2.  | Fidżi U-19          | 3 | 2     | 0     | 1     | 9      | 5      | +4     | 6   |
| 3.  | Tahiti U-19         | 3 | 1     | 0     | 2     | 2      | 4      | −2     | 3   |
| 4.  | Vanuatu U-19        | 3 | 0     | 0     | 3     | 1      | 8      | −7     | 0   |

| 5 lipca 2024 01:00 CEST | Fidżi U-19 · Prasad 45' · Tirau 45', 48' | 3:1(2:1)Raport | Tahiti U-19 · 20' Bennett | Toleafoa J.S. Blatter Complex, Apia Widzów: 200 Sędzia: Calvin Berg |
|                         |                                          |                |                           |                                                                     |

| 5 lipca 2024 04:00 CEST | Wyspy Salomona U-19 · Laena 17' | 1:0(1:0)Raport | Vanuatu U-19 | Toleafoa J.S. Blatter Complex, Apia Widzów: 200 Sędzia: David Yareboinen |
|                         |                                 |                |              |                                                                          |

| 8 lipca 2024 01:00 CEST | Fidżi U-19 | 0:3(0:2)Raport | Wyspy Salomona U-19 · 35' Afi · 45', 83' Abana | Toleafoa J.S. Blatter Complex, Apia Widzów: 150 Sędzia: Cory Mills |
|                         |            |                |                                                |                                                                    |

| 8 lipca 2024 04:00 CEST | Vanuatu U-19 | 0:1(0:0)Raport | Tahiti U-19 · 67' Papaura | Toleafoa J.S. Blatter Complex, Apia Widzów: 150 Sędzia: Gerard Ionatana |
|                         |              |                |                           |                                                                         |

| 11 lipca 2024 01:00 CEST | Vanuatu U-19 · Maki 4' | 1:6(1:4)Raport | Fidżi U-19 · 13' Tirau · 25', 29' Afazal · 35', 61' Vasconcellos · 90' Khan | Toleafoa J.S. Blatter Complex, Apia Widzów: 150 Sędzia: Keith Kitumbing |
|                          |                        |                |                                                                             |                                                                         |

| 11 lipca 2024 04:00 CEST | Tahiti U-19 | 0:1(0:0)Raport | Wyspy Salomona U-19 · 52' Laena | Toleafoa J.S. Blatter Complex, Apia Widzów: 150 Sędzia: Calvin Berg |
|                          |             |                |                                 |                                                                     |

### Grupa B
| Lp. | Drużyna                | M | Mecze | Mecze | Mecze | Bramki | Bramki | Bramki | Pkt |
| Lp. | Drużyna                | M | W     | R     | P     | +      | −      | +/−    | Pkt |
| --- | ---------------------- | - | ----- | ----- | ----- | ------ | ------ | ------ | --- |
| 1.  | Nowa Zelandia U-19     | 3 | 3     | 0     | 0     | 18     | 0      | +18    | 9   |
| 2.  | Nowa Kaledonia U-19    | 3 | 2     | 0     | 1     | 4      | 5      | −1     | 6   |
| 3.  | Samoa U-19             | 3 | 1     | 0     | 2     | 4      | 8      | −4     | 3   |
| 4.  | Papua-Nowa Gwinea U-19 | 3 | 0     | 0     | 3     | 2      | 15     | −13    | 0   |

| 6 lipca 2024 01:00 CEST | Nowa Zelandia U-19 · Ukich 18' (k) · Watson 45' · Kelly 49' | 3:0(2:0)Raport | Nowa Kaledonia U-19 | Toleafoa J.S. Blatter Complex, Apia Widzów: 250 Sędzia: Veer Singh |
|                         |                                                             |                |                     |                                                                    |

| 6 lipca 2024 04:00 CEST | Samoa U-19 · Trainor 38', 47' · Gobbi 82' | 3:1(1:0)Raport | Papua-Nowa Gwinea U-19 · 50' Moses | Toleafoa J.S. Blatter Complex, Apia Widzów: 500 Sędzia: Timothy Niu |
|                         |                                           |                |                                    |                                                                     |

| 9 lipca 2024 01:00 CEST | Papua-Nowa Gwinea U-19 · Sagana 83' | 1:2(0:1)Raport | Nowa Kaledonia U-19 · 45' Qaeze · 89' Simane | Toleafoa J.S. Blatter Complex, Apia Widzów: 150 Sędzia: Veer Singh |
|                         |                                     |                |                                              |                                                                    |

| 9 lipca 2024 04:00 CEST | Nowa Zelandia U-19 · Phoenix 14', 18' · Gillion 36' · Partridge 74' · Brown 90' (sam.) | 5:0(3:0)Raport | Samoa U-19 | Toleafoa J.S. Blatter Complex, Apia Widzów: 500 Sędzia: Kavitesh Behari |
|                         |                                                                                        |                |            |                                                                         |

| 12 lipca 2024 01:00 CEST | Papua-Nowa Gwinea U-19 | 0:10(0:5)Raport | Nowa Zelandia U-19 · 5', 26' Sloane-Rodrigues · 11', 16' Makowem · 18', 58', 71' Kelly · 67' Walker · 75' Ukich · 88' Watson | Toleafoa J.S. Blatter Complex, Apia Widzów: 300 Sędzia: Timothy Niu |
|                          |                        |                 | |                                                                     |

| 12 lipca 2024 04:00 CEST | Nowa Kaledonia U-19 · Upa 41' · Brunet 45' | 2:1(2:1)Raport | Samoa U-19 · 16' Vaitusi | Toleafoa J.S. Blatter Complex, Apia Widzów: 500 Sędzia: Kavitesh Behari |
|                          |                                            |                |                          |                                                                         |

## Faza pucharowa
W fazie pucharowej uczestniczyły 4 zespoły, które awansowały z fazy grupowej. Ta część rywalizacji składa się z dwóch rund. Rozegrane zostały półfinały. Zwycięzcy zagrali o tytuł mistrzowski, natomiast przegrani o brązowy medal. W każdym ze spotkań fazy pucharowej mecz zakończony w regulaminowym czasie remisem musiał być rozstrzygnięty poprzez trzydziestominutową dogrywkę. Jeżeli wynik nadal pozostawał nierozstrzygnięty, następowała seria rzutów karnych.
|  |                     |                     |                    |                    |   |                     |                     |       |
|  | Półfinały           | Półfinały           | Półfinały          |                    |   | Finał               | Finał               | Finał |
|  | Półfinały           | Półfinały           | Półfinały          |                    |   | Finał               | Finał               | Finał |
|  | 15 lipca, Apia      |                     |                    |                    |   |                     |                     |       |
|  |                     |                     |                    |                    |   |                     |                     |       |
|  | Wyspy Salomona U-19 | Wyspy Salomona U-19 | 2                  |                    |   |                     |                     |       |
|  | Wyspy Salomona U-19 | Wyspy Salomona U-19 | 2                  | 18 lipca, Apia     |   |                     |                     |       |
|  | Nowa Kaledonia U-19 | Nowa Kaledonia U-19 | 3                  |                    |   |                     |                     |       |
|  | Nowa Kaledonia U-19 | Nowa Kaledonia U-19 | 3                  |                    |   | Nowa Kaledonia U-19 | Nowa Kaledonia U-19 | 0     |
|  | 15 lipca, Apia      |                     |                    |                    |   | Nowa Kaledonia U-19 | Nowa Kaledonia U-19 | 0     |
|  |                     |                     | Nowa Zelandia U-19 | Nowa Zelandia U-19 | 4 |                     |                     |       |
|  | Nowa Zelandia U-19  | Nowa Zelandia U-19  | Nowa Zelandia U-19 | Nowa Zelandia U-19 | 4 | 1                   |                     |       |
|  | Nowa Zelandia U-19  | Nowa Zelandia U-19  |                    |                    |   |                     |                     |       |
|  | Fidżi U-19          | Fidżi U-19          | 0                  |                    |   |                     |                     |       |
|  | Fidżi U-19          | Fidżi U-19          | 0                  | Mecz o 3. miejsce  |   |                     |                     |       |
|  |                     |                     |                    |                    |   |                     |                     |       |
|  | 18 lipca, Apia      |                     |                    |                    |   |                     |                     |       |
|  |                     |                     |                    |                    |   |                     |                     |       |
|  | Wyspy Salomona U-19 | Wyspy Salomona U-19 | 4                  |                    |   |                     |                     |       |
|  | Wyspy Salomona U-19 | Wyspy Salomona U-19 | 4                  |                    |   |                     |                     |       |
|  | Fidżi U-19          | Fidżi U-19          | 2                  |                    |   |                     |                     |       |
|  | Fidżi U-19          | Fidżi U-19          | 2                  |                    |   |                     |                     |       |

UWAGA: W nawiasach podane są wyniki po rzutach karnych.

### Półfinały
| 15 lipca 2024 00:00 CEST | Wyspy Salomona U-19 · Iro 37' · Abana 45' | 2:3(2:2)Raport | Nowa Kaledonia U-19 · 13', 27' Qaeze · 88' Simane | Toleafoa J.S. Blatter Complex, Apia Widzów: 200 Sędzia: Cory Mills |
|                          |                                           |                |                                                   |                                                                    |

| 15 lipca 2024 04:00 CEST | Nowa Zelandia U-19 · Watson 48' | 1:0(0:0)Raport | Fidżi U-19 | Toleafoa J.S. Blatter Complex, Apia Widzów: 300 Sędzia: David Yareboinen |
|                          |                                 |                |            |                                                                          |

### Mecz o 7. miejsce
| 16 lipca 2024 01:00 CEST | Vanuatu U-19 · Maliwan 18', 43' · Numake 78' | 3:2(2:2)Raport | Papua-Nowa Gwinea U-19 · 22' Moses · 37' (sam.) Natou | Toleafoa J.S. Blatter Complex, Apia Widzów: 150 Sędzia: Kavitesh Behari |
|                          |                                              |                |                                                       |                                                                         |

### Mecz o 5. miejsce
| 16 lipca 2024 04:00 CEST | Tahiti U-19 · Teriitemataua 32' · Papaura 53' · Brown 84' (sam.) · Faure 90' | 4:0(1:0)Raport | Samoa U-19 | Toleafoa J.S. Blatter Complex, Apia Widzów: 250 Sędzia: Timothy Niu |
|                          |                                                                              |                |            |                                                                     |

### Mecz o 3. miejsce
| 18 lipca 2024 00:00 CEST | Wyspy Salomona U-19 · Francis 48', 65', 90' · Zopoa 83' | 4:2(0:0)Raport | Fidżi U-19 · 53' (k.) Khan · 88' (sam.) Rioa | Toleafoa J.S. Blatter Complex, Apia Widzów: 150 Sędzia: Gerard Ionatana |
|                          |                                                         |                |                                              |                                                                         |

### Finał
| 18 lipca 2024 04:00 CEST | Nowa Kaledonia U-19 | 0:4(0:1)Raport | Nowa Zelandia U-19 · 37' Candy · 64', 67' (k.) Supyk · 73' Bulkeley | Toleafoa J.S. Blatter Complex, Apia Widzów: 500 Sędzia: Veer Singh |
|                          |                     |                |                                                                     |                                                                    |

## Strzelcy
Bramki z serii rzutów karnych nie są wliczane do klasyfikacji strzelców.

### 4 gole
- Keegan Kelly

### 3 gole
- Penisoni Tirau
- Paul Qaeze
- Ryan Watson
- Jimson Abana
- Paul Francis

### 2 gole
- Ibraheem Afazal
- William Khan
- Sterling Vasconcellos
- Antoine Simane
- Daniel Makowem
- Codey Phoenix
- Gabriel Sloane-Rodrigues
- Luke Supyk
- Stipe Ukich
- Nalau Moses
- Pharrell Trainor
- Matai Papaura
- Thomas Maliwan

### 1 gol
- Akash Prasad
- Louis Brunet
- Jythrim Upa
- Lachlan Candy
- James Bulkeley
- Fergus Gillion
- Lewis Partridge
- Nathan Walker
- Tonny Sagana
- Juan Gobbi
- Kingston Vaitusi
- Kamalani Bennett
- Keanan Faure
- Tahiarii Teriitemataua
- Glen Maki
- Jacky Numake
- Billy Afi
- Gordon Iro
- James Laena
- Besa Zopoa

### Gole samobójcze
- Isikeli Brown (dla Nowej Zelandii)
- Isikeli Brown (dla Tahiti)
- Jean Patriano Natou (dla Papui-Nowej Gwinei)

## Drużyny zakwalifikowane do MŚ U-20
W turnieju Mistrzostw Świata U-20 2025 w Chile wezmą udział:
| Drużyna             | Sposób kwalifikacji    | Data kwalifikacji | Ostatni występ | Najlepszy wynik                     |
| ------------------- | ---------------------- | ----------------- | -------------- | ----------------------------------- |
| Nowa Kaledonia U-19 | Zwycięstwo w półfinale | 15 lipca 2024     | debiutant      | debiutant                           |
| Nowa Zelandia U-19  | Zwycięstwo w półfinale | 15 lipca 2024     | 2023           | 1/8 finału (2015, 2017, 2019, 2023) |

## Klasyfikacja końcowa
| Miejsce                        | Reprezentacja          | Grupa | Mecze | Punkty | Bramki+ | Bramki− | Bramki +/− |
| ------------------------------ | ---------------------- | ----- | ----- | ------ | ------- | ------- | ---------- |
| złoto                          | Nowa Zelandia U-19     | B     | 5     | 15     | 23      | 0       | +23        |
| srebro                         | Nowa Kaledonia U-19    | B     | 5     | 9      | 7       | 11      | -4         |
| brąz                           | Wyspy Salomona U-19    | A     | 5     | 12     | 11      | 5       | +6         |
| 4.                             | Fidżi U-19             | A     | 5     | 6      | 11      | 10      | +1         |
| Wyeliminowane w fazie grupowej |                        |       |       |        |         |         |            |
| 5.                             | Tahiti U-19            | A     | 4     | 6      | 6       | 4       | +2         |
| 6.                             | Samoa U-19             | B     | 4     | 3      | 4       | 12      | -8         |
| 7.                             | Vanuatu U-19           | A     | 4     | 3      | 4       | 10      | -6         |
| 8.                             | Papua-Nowa Gwinea U-19 | B     | 4     | 0      | 4       | 18      | -14        |